# Ея
Ея (на руски: Ея) е река в Краснодарски край и Ростовска област на Русия, вливаща се в Азовско море. Дължина 311 km. Площ на водосборния басейн 8650 km².
Река Ея се образува в центърът на станица Новопокровская в Краснодарски край, на 51 m н.в., от сливането на реките Корсун (лява съставяща) и Упорная (дясна съставяща). По цялото си протежение тече през Кубано-Приазовската низина, до станица Кушчовская на северозапад, а след това на запад в широка, на места (главно в долното течение) силно заблатена и обрасла с водолюбива растителност долина, в която силно меандрира. В долното си течение, на протежение около 35 km служи за граница между Краснодарски край и Ростовска област. Влива се в източния ъгъл Ейския лиман на Азовско море, на 4 km северозападно станица Старошчербиновская. Основни притоци: леви – Корсун, Терновка, Сосика (159 km); десни – Упорная, Горкая, Плоская, Кавалерка, Куго-Ея (108 km). Подхранването ѝ е предимно дъждовно и грунтово (подземно) с ясно изразено пролетно пълноводие от февруари до април. По цялото и протежение за регулиране на оттока ѝ и за напояване са изградени множество малки язовири. По течението ѝ са разположени няколко десетки населени места, в т.ч. районните центрове, станиците Новопокровская и Старошчербиновская.